# Gouvernement Chaves II
 Andalousie
Chaves I Chaves III
Le gouvernement Chaves II est le gouvernement de l'Andalousie entre le 3 août 1994 et le 17 avril 1996, durant la IVe législature du Parlement d'Andalousie. Il est présidé par Manuel Chaves.

## Composition
| Fonction                                             | Nom | Nom                                                                 | Parti  |
| ---------------------------------------------------- | --- | ------------------------------------------------------------------- | ------ |
| Président                                            |     | Manuel Chaves González                                              | PSOE-A |
| Conseiller à la Présidence                           |     | Luis Planas Puchades                                                | PSOE-A |
| Conseillère à l'Intérieur                            |     | Carmen Hermosín Bono                                                | PSOE-A |
| Conseillère à l'Économie et aux Finances             |     | Magdalena Álvarez Arza                                              | PSOE-A |
| Conseiller à l'Industrie, au Commerce et au Tourisme |     | Antonio Pascual Acosta (jusqu'au 04/10/1995) Gaspar Zarrías Arévalo | PSOE-A |
| Conseiller aux Travaux publics et aux Transports     |     | Francisco Vallejo Serrano                                           | PSOE-A |
| Conseiller à l'Agriculture et à la Pêche             |     | Paulino Plata Cánovas                                               | PSOE-A |
| Conseiller au Travail et aux Affaires sociales       |     | Ramón Marrero Gómez                                                 | PSOE-A |
| Conseiller à la Santé                                |     | José Luis García de Arboleya y Tornero                              | PSOE-A |
| Conseillère à l'Éducation et à la Science            |     | Inmaculada Romacho Romero                                           | PSOE-A |
| Conseiller à la Culture                              |     | José María Martín Delgado                                           | PSOE-A |
| Conseiller à l'Environnement                         |     | Manuel Pezzi Ceretto                                                | PSOE-A |